# 阿克塞尔·瑟伦森
阿克塞尔·瑟伦森（丹麥語：Aksel Sørensen，1891年10月5日—1955年5月15日），丹麦男子竞技体操运动员。他曾代表丹麦获得1912年夏季奥运会体操比赛男子团体瑞典式银牌。他于1955年在罗斯基勒去世。